# Gavião, Bahia
Gavião là một đô thị thuộc bang Bahia, Brasil. Đô thị này có diện tích 335,567 km², dân số năm 2007 là 4443 người, mật độ 13,24 người/km².